# Publius Cassius Dexter
Publius Cassius Dexter (voller Name Publius Cassius Dexter Augustanus Alpinus Bellicius Sollers Metilius […]us Rutilianus) war ein römischer Senator des 2. Jahrhunderts n. Chr. Er ist von verschiedenen Inschriften bekannt, von denen jedoch die meisten nur unvollständig erhalten sind. Daher ist nicht klar und in der Fachwelt umstritten, welche Informationen untereinander zu kombinieren sind und sich auf die gleiche Person beziehen. Traditionell wird der inschriftlich überlieferte ausführliche Lebenslauf eines [...]ius Dexter verknüpft mit der Person Publius Cassius Dexter, von dessen Lebenslauf ansonsten nur wenige Einzelheiten bekannt sind. Diese Gleichsetzung ist aber nicht unumstritten. Zu den möglichen Quellen für den Senator zählen neben den Inschriften auch drei Rechtstexte, die als kaiserliche Antworten auf juristische Anfragen eines Mannes namens Dexter entstanden sind und später in die Rechtssammlung des Corpus iuris civilis aus dem 6. Jahrhundert aufgenommen wurden.

## Laufbahn
Hauptquelle für die Laufbahn ist eine Ehreninschrift aus der heutigen Südosttürkei, in der die vollständige Ämterfolge (cursus honorum) eines römischen Senators bis zur Aufstellung des Steines wiedergegeben ist. Als letztes Amt erscheint der Konsulat. Von dieser Person sind in der Inschrift Teile des sehr langen, vielteiligen Namens erhalten, aber gerade die wichtigen ersten drei Namen (tria nomina) sind nicht vollständig: Lesbar sind das Cognomen als dritter Namensteil („Dexter“) und die letzten Buchstaben des Gentilnamens als zweitem Namensteil („cius“/„sius“/„lius“). In den frühen Publikationen wurden die erhaltenen Teile des Gentilnamens als „[…]cius“ wiedergegeben. Ab den 1930er Jahren wurde zur Diskussion gestellt, dass das C falsch gelesen wurde, der Text auf dem Stein in Wirklichkeit „[…]sius“ lautet und der Name als „Publius Cassius Dexter“ zu ergänzen sei. Dass der Erstherausgeber Edward Lee Hicks einen falschen Buchstaben gelesen haben könnte, wurde und wird vor allem deswegen für möglich gehalten, weil Hicks nicht am Original, sondern nur mit einem Abklatsch arbeiten konnte. Zudem haben sich seine Lesungen von Abklatschen häufiger als fehlerhaft herausgestellt und im Fall der Dexter-Inschrift gab er selbst zu, Mühe bei der Entzifferung zu haben. Dieser Änderungsvorschlag für den rekonstruierten Inschriftentext (Emendation) war verbunden mit der These, dass die darin geehrte Person mit einem Namensträger identisch ist, der aus zwei anderen Inschriften bekannt ist: einem Senatsbeschluss des Jahres 138, in dem ein Publius Cassius Dexter als Amtsträger erwähnt wird, und einer Ehreninschrift für die Frau eines Publius Cassius Dexter. 2013 wurde jedoch vorgeschlagen, die aus der südosttürkischen Inschrift bekannte Laufbahn des […]ius Dexter nicht mit dem Quaestor und Ehemann Publius Cassius Dexter zu verbinden, sondern mit Cornelius Dexter, der im Jahr 159 n. Chr. den Konsulat erreichte (dazu siehe unten).

### Der isolierte Nachweis der Quaestur
Die in der Fachliteratur weitgehend etablierte Verknüpfung der Ämterlaufbahn des […]ius Dexter basiert auf der in der Inschrift erwähnten Quaestur, dem Einstiegsamt für junge Römer der Oberschicht, die eine Aufnahme in den Senat anstrebten. Ein Quaestor namens Publius Cassius Dexter ist nämlich für das Jahr 138 n. Chr. bezeugt durch das Senatus consultum de nundinis saltus Beguensis. Dabei handelt es sich um einen Beschluss des römischen Senats, der sich mit dem Marktrecht einer nordafrikanischen Region befasste und daher dort, im heutigen Tunesien, in Stein gemeißelt wurde. Dadurch ist er im Wortlaut erhalten. Aus dem tagesgenau datierten Text geht hervor, dass Dexter im Jahr 138 n. Chr. als Quaestor amtierte und bei der Verabschiedung dieses Senatsbeschlusses am 15. Oktober des Jahres zu den Senatsmitgliedern gehörte, die die Protokollführung beaufsichtigten. Aus dieser Tätigkeit im Tagesgeschäft des Senats wird geschlussfolgert, dass Cassius Dexter nicht zu den Quaestoren gehörte, die zur Unterstützung der Statthalter in die Provinzen des Reiches entsandt wurden, sondern ein in Rom amtierender quaestor consulis („Quaestor des Konsuls“) war.

### Die Laufbahn gemäß der Ehreninschrift des Leukios
Die detaillierteste Quelle für […]ius Dexter ist die Ehreninschrift aus der Südosttürkei, die in der Nähe von Hierapolis Kastabala in der südostanatolischen Region Kilikien gefunden wurde. Sie ist besonders informativ, weil Dexter in ihr die Hauptperson und nicht nur eine Randfigur darstellt; dafür lässt sie sich aber nicht genau datieren und enthält auch ihrerseits keine weiteren Datierungsangaben. Es handelt sich um eine Inschrift zu Ehren Dexters, die sein Vertrauter (ἑταῖρος) Leukios, von Beruf Arzt, zusammen mit einer Ehrenstatue aufstellen ließ. Neben den „Hauptnamen“ […]ius Dexter am Anfang, die entweder zu Publius Cassius Dexter oder zu […] Cornelius Dexter ergänzt werden, sind in dieser Inschrift noch einige weitere Namensteile enthalten. Sie zeigen, dass Dexter ein Beispiel für die im römischen Senatorenstand dieser Zeit verbreitete Vielnamigkeit (Polyonymie) darstellte: [Publius Cas]sius Dexter Augus[tanus Alpin]us Bellicius Sollers Metilius [Nepos Rufin]us Rutilianus. Die Vervollständigungen der nicht erhaltenen Namensteile (in eckigen Klammern) erfolgten aufgrund der Forschungsergebnisse zu den Regeln der römischen Polyonymie und anderen Senatoren mit ähnlichen Namenskombinationen. Die Vervollständigung „Augus[tanus Alpin]us“ ist dabei weitgehend gesichert und Konsens in der Forschung; die Ergänzung [Nepos Rufin]us eine Vermutung des finnischen Latinisten Olli Salomies.
Gemäß der kilikischen Inschrift begann die Laufbahn des Dexter mit dem Amt des decemvir stlitibus iudicandis („Mitglied des Zehnmännerkollegiums zum Entscheiden von Gerichtssachen“), einem der zur späteren Aufnahme in den Senat vorbereitenden Ämter des Vigintivirats. Auf diesen Posten folgte wie üblich eine Dienstzeit als Offizier, im Falle Dexters als höchster Militärtribun (tribunus laticlavius) der Legio III Augusta, die in der nordafrikanischen Provinz Numidien stationiert war. Anschließend wurde er vermutlich – der Stein ist hier abgebrochen und der Text dadurch lückenhaft – mit dem Ehrentitel eines Sevir equitum turmae Romanorum ausgezeichnet (siehe Transvectio equitum). Zudem wurde er Mitglied zweier Priesterkollegien, nämlich der septemviri epulonum („Siebenmännerkollegium für die kultischen Festmahle“) und einer Priesterschaft, deren Name auf dem Stein unvollständig erhalten ist, aber mit „sodales“ begann. Wie dies zu vervollständigen ist und ob Dexter demnach eher den Sodales Titii oder den Sodales Augustales angehörte, haben verschiedene Forscher unterschiedlich beurteilt. Als nächstes Amt Dexters überliefert die kilikische Ehreninschrift die Quaestur, die sich aufgrund der afrikanischen Gesetzesinschrift auf 138 n. Chr. datieren lässt. Mit Abschluss der Quaestur wurde ein römischer Politiker in der Kaiserzeit üblicherweise in den Senat aufgenommen.
In den Jahren nach der Quaestur bekleidete Dexter, wie im senatorischen cursus honorum üblich, zuerst den Volkstribunat und dann die Praetur als höchstes Gerichtsamt. Letztere absolvierte er als praetor fideicomissarius, was bedeutet, dass sein Zuständigkeitsbereich unter den Praetoren bei den testamentarischen Schenkungen (Fideikommissen) lag. Es folgten zwei propraetorische Ämter, also Posten für ehemalige Praetoren außerhalb Roms: Zunächst war er Kommandant (legatus legionis) der in Syrien stationierten Legio IIII Scythica, danach Statthalter (legatus Augusti pro praetore) der im südöstlichen Kleinasien gelegenen Provinz Kilikien. Während dieser Statthalterschaft wurde die in Hierapolis Kastabala gefundene Ehreninschrift für ihn aufgestellt.
Bei beiden propraetorischen Ämtern stand Dexter direkt im Dienst des Kaisers (da Kilikien eine „kaiserliche“, keine „senatorische“ Provinz war). Damit entsprach er einem zu seiner Zeit gelegentlich vorkommenden „Karriereschema“, bei dem Senatoren, die wie er nicht aus alten patrizischen Senatorenfamilien stammten, sich trotzdem durch kaiserliche Förderung in vergleichsweise wenigen Karrierestufen von der Praetur zum Konsulat hocharbeiteten. Obwohl es also Parallelen zu seinem Werdegang gibt, war ein solch schneller Aufstieg vom Eintritt in den Senat bis zum Konsulat wie bei Dexter insgesamt betrachtet ein Ausnahmefall im mittleren 2. Jahrhundert n. Chr., während er noch unter Trajan (regierte 98–117) häufiger vorgekommen war. Noch außergewöhnlicher ist, wie früh Dexter als Nicht-Patrizier der Inschrift zufolge in eines der höchsten Priesterkollegien Roms, die septemviri epulonum, aufgenommen wurde, nämlich noch vor seiner Quaestur. Aus diesem Grund wurde auch angenommen, bei den Priesterämtern liege ein Fehler in der chronologischen Anordnung der Ämter in der kilikischen Inschrift vor.
Vermutlich stammt aus Dexters Zeit als Statthalter in Kilikien noch eine weitere, allerdings noch unvollständiger erhaltene Inschrift aus der Regierungszeit des Antoninus Pius (138–161), die in Klaudiopolis (nahe dem heutigen Mut) gefunden wurde und einen Statthalter nennt, dessen Name wohl als Dexter zu rekonstruieren ist.

### Das Gebet des Leukios: Dexters Konsulat und weiteres Schicksal
Auf die lateinisch wiedergegebene Ämterlaufbahn folgt auf dem Inschriftenstein von Hierapolis ein kunstvolles griechisches Epigramm, das sich an die literarische Gattung des Geleitgedichts anlehnt. Darin bittet Leukios als Stifter des Steines eine nicht namentlich genannte Göttin um Schutz für Dexter: „… bewahre deinen Statthalter gesund und geleite den Konsul in das berühmte Italien“ (ἡγεμονῆα τεὸν σῶόν τε φύλασσε / καὶ κλεινὴν ὕπατον πέμψον ἐς Εἰταλίην). Hinter der Göttin verbirgt sich aller Wahrscheinlichkeit nach die speziell in Hierapolis verehrte Perasia. Der Verweis auf den Konsul ist nicht eindeutig und wurde in der Forschung unterschiedlich interpretiert: Eine Interpretation besagt, dass Dexter schon während seiner Statthalterschaft in Kilikien als Konsul amtierte, also den Konsulat zumindest anfänglich in Abwesenheit ausübte. Möglich ist aber auch, dass Dexter lediglich für die Zeit nach seiner Rückkehr zum Konsul designiert war und die Nennung dieses Amtes in der Inschrift lediglich auf die nahe Zukunft des gerade noch als Statthalter amtierenden Senators verwies. In beiden Fällen würde es sich bei dem Amt Dexters um einen Suffektkonsulat handeln, also nicht den prestigereicheren „ordentlichen Konsulat“ zum Jahresbeginn. Schon kurz nach Entdeckung des Epigramms wurde schließlich als dritte Option auch die Vermutung geäußert, dass es sich bei der Nennung des Konsulats um einen reinen Wunsch des Leukios für Dexters Zukunft handelt.
Bezüglich seines weiteren Schicksals kam die Vermutung auf, dass Dexter nie nach Rom zurückkehrte und noch in Kilikien verstorben sei. Dieser Gedanke beruht schlicht darauf, dass der Verfasser der Gedichtinschrift, Dexters Freund Leukios, von Beruf Arzt war (und damit auch sein Leibarzt gewesen sein könnte) und in dem Epigramm für Dexters Gesundheit um den Schutz der Götter bittet. Die Vermutung wird jedoch nicht einhellig geteilt und andere Rekonstruktionen gehen davon aus, dass Dexter wie geplant nach Rom zurückkehrte und dort seinen Konsulat verbrachte (oder: zu Ende brachte).

### Traditionelle Datierung der politischen Ämter
Die Jahreszahl 151, die sich teilweise als feste Datumsangabe für Dexters Konsulat findet, ist lediglich eine hypothetische Hochrechnung, die auf der Annahme beruht, dass der Dexter, dessen Laufbahn in der Ehreninschrift aus Hierapolis überliefert ist, mit dem Quaestor aus dem Senatsbeschluss von 138 identisch ist. Von dieser Gleichsetzung ausgehend, werden die gültigen Mindestalter für die unterschiedlichen Senatsämter mit einbezogen und zudem die Tatsache berücksichtigt, dass für die von Dexter bekleideten Ämter (Legionskommando, Statthalterschaft, Konsulat) in den 140er und 150er Jahren auch andere Amtsträger mit zum Teil gesicherten Amtszeiten belegt sind. Aufgrund dieser Indizien gelangte Géza Alföldy zu der Datierung des Konsulats auf 151, der die weitere Forschung überwiegend gefolgt ist.
Die Datierung des Konsulats auf etwa 152 oder 153, die in der Literatur ebenfalls geäußert wurde, kann auf Basis dieser Überlegungen jedoch weitgehend ausgeschlossen werden, da sämtliche Konsuln dieser beiden Jahre bereits bekannt sind. Nach 151 wäre erst für das Jahr 155 wieder eine Lücke in der Liste der bekannten Konsuln frei.
Auf den gleichen Grundlagen basieren die Jahreszahlen, die für die anderen Ämter des Cassius Dexter zwischen der Praetur und dem Konsulat genannt werden. Diesen Überlegungen zufolge könnte Dexter seine Praetur etwa 143 absolviert haben, ungefähr in den Jahren 144–147 oder 145–148 Kommandant der Legio IIII Scythica gewesen sein und um 149–151 als Statthalter von Kilikien amtiert haben.

### Abweichender Identifizierungsvorschlag: Cornelius Dexter
Abgelehnt wurde die Gleichsetzung des kilikischen Statthalters […]ius Dexter und seines aus Leukios' Inschrift bekanntem Werdegangs mit dem Quaestor des Jahres 138 namens Publius Cassius Dexter von Werner Eck (der sie 1997 noch vertreten hatte). Eck verwies in einem Aufsatz von 2013 darauf, dass ein kilikischer Statthalter, zu dem die Namensreste […]ius Dexter genauso gut passen, bereits aus anderen Inschriften bekannt ist. Es handelt sich um Cornelius Dexter, der für das Jahr 157 n. Chr. als Statthalter von Kilikien amtierte und von Juli bis September 159 n. Chr. als Suffektkonsul amtierte.

## Erwähnung in Rechtstexten
Drei Rechtsquellen des römischen Rechts wurden mit Cassius Dexter in Verbindung gebracht. In allen drei Fällen handelt es sich um Auskünfte (Reskripte) des 138–161 amtierenden Kaisers Antoninus Pius auf Rechtsanfragen eines Cassius beziehungsweise eines Cassius Dexter. Solche Reskripte erlangten als Teil des Kaiserrechts Gesetzeskraft, weshalb die drei Texte in der spätantiken Rechtssammlung des Corpus iuris civilis aus dem 6. Jahrhundert überliefert wurden. Es handelt sich um folgende Entscheidungen:
- In einem Reskript, das an „den Statthalter (Prokonsul) Cassius“ adressiert war, legte Antoninus Pius fest, auf welche Weise Schuldnern Zahlungsfristen gesetzt werden sollten und wie bei der ausbleibenden Zahlung die Pfändung zu erfolgen habe.[31]
- In einem Reskript als Antwort auf die Anfrage eines Cassius Dexter verfügte Pius das konkrete Vorgehen in einem Zweifelsfall des Erbrechts, bei dem einer der Erben einen zum Erbe gehörenden Sklaven aufgrund eines Fideikommisses freigelassen hatte und seinen Miterben damit in Zugzwang brachte, seinen Teil des Fideikommisses ebenfalls zu erfüllen.[32]
- Auch ein weiteres Reskript des Antoninus Pius, das an einen Cassius Dexter gerichtet ist, befasst sich mit Fragen des Fideikommissrechts. Konkret geht es um dem Fall, dass ein Verstorbener fideikommissarisch um die Freilassung eines Sklaven nach seinem Tod gebeten hat, nun aber einer oder mehrere der Erben entweder der Testamentsvollstreckung fernbleiben oder noch minderjährig sind – in beiden Fällen also ihren Anteil zu der Freilassung nicht beitragen (können oder wollen). In solchen Fällen solle die Freilassung trotzdem erfolgen können, aber die abwesenden oder minderjährigen Miterben berechtigt sein, ihren Anteil am Freilassungspreis später einzufordern.[33]

In der Literatur des späten 19. Jahrhunderts wurde Publius Cassius Dexter als Empfänger aller dieser drei kaiserlichen Reskripte identifiziert, obwohl für ihn zu diesem Zeitpunkt nur ein politisches Amt, die Quaestur, bekannt war. Edmund Groag ging in seinem 1936 erschienenen Artikel für die Prosopographia Imperii Romani dagegen davon aus, dass nur die zwei explizit an Cassius Dexter adressierten Reskripte zu Fideikomissfragen an ihn gerichtet seien, wohingegen das Reskript an den „Prokonsul Cassius“ zum Schuldrecht sich eher auf einen anderen Namensträger beziehe. Dem folgte Leonhard Schumacher und berücksichtigte in seiner Materialsammlung zu Cassius Dexter im Jahr 1973 nur die zwei entsprechenden Reskripte. Auch in der neueren rechtsgeschichtlichen Literatur zu diesen zwei Reskripten wird der Empfänger gelegentlich ohne weitere Diskussion mit dem Quaestor von 138 und Konsul von etwa 151 identifiziert, in der neueren althistorischen Literatur zu Cassius Dexter findet dagegen umgekehrt keines der drei Reskripte mehr Erwähnung.

## Familie und Herkunft des Quaestors von 138
Der Quaestor des Jahres 138 namens Publius Cassius Dexter lässt sich familiär einigermaßen einordnen. Der Althistoriker Edmund Groag hat vorgeschlagen, dass dieser Dexter ein Sohn des Publius Cassius Secundus war, der als erster seiner Familie in den Senat aufstieg (sogenannter homo novus) und im Jahr 138, gleichzeitig mit der Quaestur Cassius Dexters, Suffektkonsul war. Diese These ist in der Fachliteratur weithin als plausibel angenommen worden. Die in der Familie vorkommenden Personennamen könnten weiter darauf hindeuten, dass die Frau des Publius Cassius Secundus und Mutter des Publius Cassius Dexter, für die keine historischen Quellen bekannt sind, aus der Familie des Tiberius Claudius Marcellinus und dessen Tochter Claudia Marcellina (der Frau des Tiberius Claudius Alpinus) stammte. Sie könnte in diesem Fall, den antiken Üblichkeiten entsprechend, ebenfalls Claudia Marcellina geheißen haben.
Als Herkunft von Vater und Sohn wird allgemein Norditalien nördlich des Po, also die sogenannte Gallia transpadana, angenommen. Als konkrete Herkunftsstadt in Norditalien wurde Emona (das heute in Slowenien gelegene Ljubljana) vorgeschlagen, weil auf einer dortigen Inschrift ein anderer Publius Cassius Secundus bezeugt ist, doch wurde diese Verbindung aufgrund der Namensübereinstimmung als nicht zwingend relativiert. Ein weiterer konkreter Vorschlag für eine norditalische Herkunftsstadt, Verona, basiert darauf, dass dort ein weiterer Senator mit der ungewöhnlichen Namenskombination „Augustanus Alpinus Bellicius Sollers“ durch eine Inschrift nachgewiesen ist.
Publius Cassius Dexter war verheiratet mit Annia Rufina, die von der Inschrift einer Statuenbasis bekannt ist, die ihr zu Ehren aufgestellt wurde und in Canusium in Apulien gefunden wurde. Der Inschrift zufolge war sie Tochter eines Quintus und einer Albina und Enkelin eines Rufus, möglicherweise des Lucius Annius Rufus aus Canusium.
Unklar ist die genaue Verwandtschaftsbeziehung des Ehepaares Dexter/Rufina zu dem Legionslegaten Lucius Cassius Paullus Augustanius Alpinus Bellicius Sollers, der durch eine Weihinschrift aus dem spanischen León bezeugt ist. Es wurde vermutet, dass es sich entweder um seinen Sohn oder um seinen Bruder handelt. Dementsprechend wäre der Sohn des Legionslegaten, der in der gleichen Inschrift erwähnte Marcus Cassius Agrippa Sanctus Paullinus Augustanius Alpinus, entweder der Neffen oder der Enkel des Publius Cassius Dexter.